# Municipio de Dúpnitsa
El municipio de Dúpnitsa (en búlgaro: Община Дупница) es un municipio búlgaro perteneciente a la provincia de Kiustendil.
En 2011 tiene 44 988 habitantes, de los cuales el 88,53% son étnicamente búlgaros y el 5,43% gitanos. La capital es Dúpnitsa, donde viven tres cuartas partes de la población del municipio.
Se ubica en el noreste de la provincia y en su término municipal se cruzan la carretera A3 que une Sofía con Salónica y la carretera 62 que une Kiustendil con Sámokov.

## Localidades
Comprende la ciudad de Dúpnitsa y los siguientes pueblos:
- Balánovo
- Bístritsa
- Blátino
- Chervén Breg
- Delián
- Dzherman
- Diakovo
- Gramade
- Kraini Dol
- Kráinitsi
- Kreménik
- Palátovo
- Piperevo
- Samoránovo
- Topólnitsa
- Yahínovo